# سامانتا استرلینگ
سامانتا استرلینگ (انگلیسی: Samantha Sterlyng؛ زاده ۱ آوریل ۱۹۷۷) بازیگر پورنوگرافی اهل ایالات متحده آمریکا است.